# Vigna bequaertii
Vigna bequaertii är en ärtväxtart som beskrevs av Rudolf Wilczek. Vigna bequaertii ingår i släktet vignabönor, och familjen ärtväxter. Inga underarter finns listade i Catalogue of Life.